# Подгайчики (Самборский район)
Подгайчики (укр. Підгайчики) — село в Рудковской городской общине Самборского района Львовской области Украины.
Население по переписи 2001 года составляло 2027 человек. Занимает площадь 11,53 км². Почтовый индекс — 81441. Телефонный код — 3236.